# Droogte van 2018 in Europa

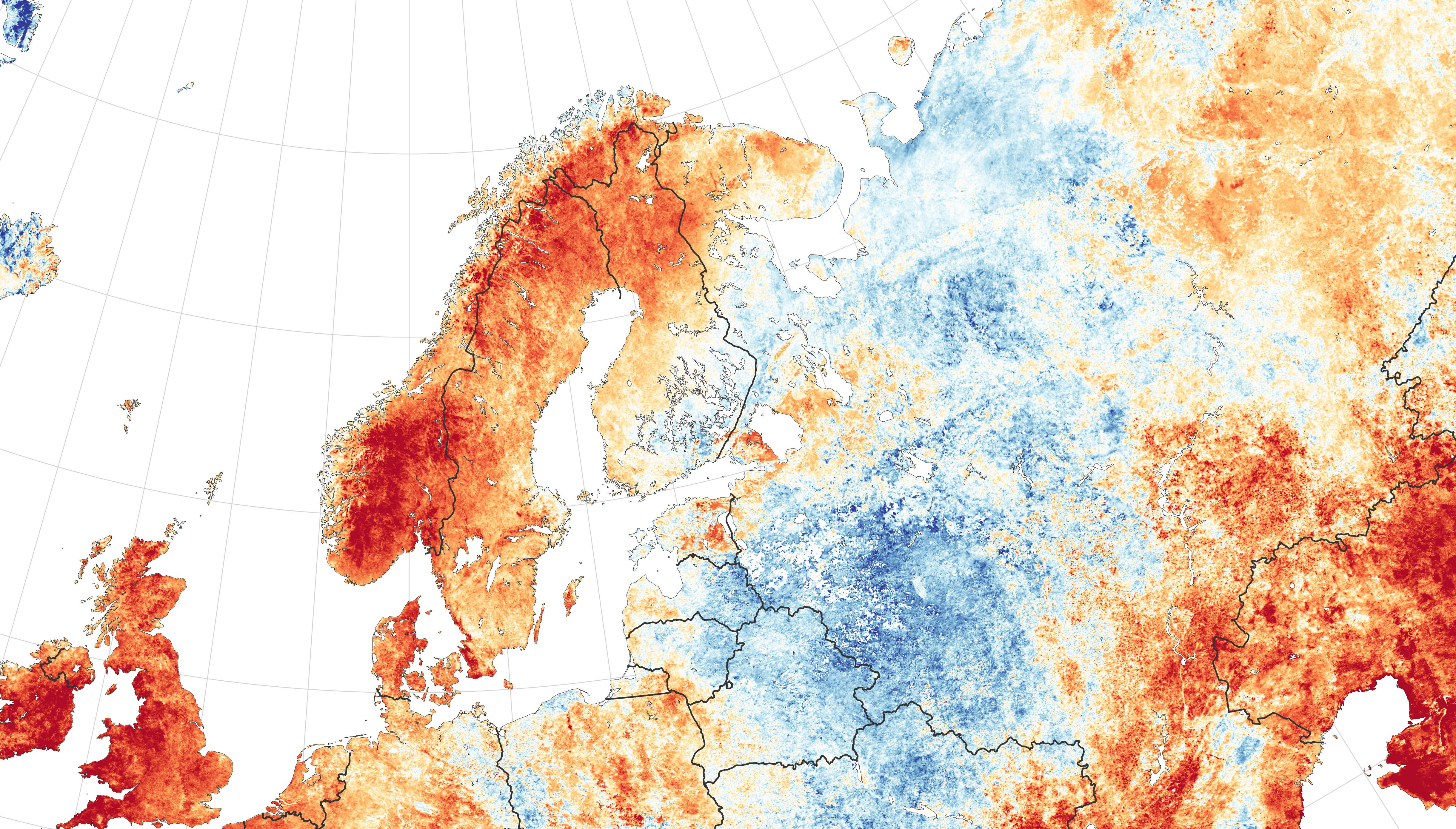
Temperatuurafwijkingen in juli 2018 ten opzichte van de gemiddelde temperatuur in de periode 2000-2015. Betreft bodemtemperatuur.

De droogte van 2018 in Europa was een periode met een ernstig neerslagtekort en hoge temperaturen die plaatsvond gedurende de lente en zomer van 2018 in grote delen van Europa. De droogte maakte deel uit van een hittegolf die tot stand kwam op het noordelijk halfrond. Deze werd gedeeltelijk veroorzaakt door een zwakke en meanderende straalstroom, waardoor een hogedrukgebied langdurig op dezelfde plaats kon standhouden. Volgens het Europees Waarnemingscentrum voor Droogten (EDO) bevonden de meeste gebieden die door de droogte getroffen waren zich in Noord- en Midden-Europa.

## Meteorologische situatie
West-Europa bevond zich in juni en juli in een hogedrukgebied dat was uitgebouwd tot in de hogere luchtlagen. Dit hogedrukgebied lag ingebed in een noordwaartse lus van de straalstroom en had zich in noordoostelijke richting ontwikkeld vanuit het Azorenhoog. Deze straalstroom was in 2018 sterk verzwakt, waardoor zich gedurende twee maanden warmte kon opbouwen in West-Europa. Het aanhoudende hogedrukgebied gaf stabiel weer met bovennormale temperaturen en droogte.
Een dergelijke straalstroom met sterke lussen kan het ontstaan van blokkades bevorderen. De tegenhanger ervan, een naar het zuiden gerichte trog, bevond zich boven Noordoost-Canada, Groenland en de aangrenzende oceaan, waar het kouder was dan normaal. Naar het oosten toe lag een trog boven centraal- en oost-Rusland en Kazachstan. Ook daar was het kouder dan normaal. Een noordelijke lus, verder naar het oosten, bracht zeer warm weer in Siberië. Juni, en ook de voorafgaande meimaand, waren in West-Europa warmer en droger dan normaal. Zuidoost-Europa, dat op te grote afstand van het hogedrukgebied lag om er nog door te worden beïnvloed, kende daarentegen een duidelijk te natte junimaand.

### Oorzaak
Een mogelijke oorzaak voor het trage en zwakke karakter van de straalstroom heeft betrekking op de opwarming van de Aarde. In het Noordpoolgebied stijgt de gemiddelde oppervlaktetemperatuur sneller dan op lagergelegen breedtegraden; een fenomeen dat polaire amplificatie wordt genoemd. Veel onderzoekers vermoeden dat de polaire amplificatie de straalstroom in sterkte en patroon ingrijpend heeft veranderd, waardoor weersomstandigheden kunnen ontstaan die zich tijdens de hittegolf van 2018 hebben voorgedaan. Over het verband met de opwarming van de Aarde verwijst klimaatwetenschapper Michael E. Mann naar een van de conclusies uit een attributie-onderzoek "dat de kans op een dergelijke warmte meer dan twee keer hoger is dan wanneer menselijke activiteiten het klimaat niet hadden veranderd."

## Gevolgen
Als gevolg van de aanhoudende droogte dreigden veel oogsten te mislukken. Met name gewassen als maïs, blauwe bessen, pruimen en aardappels bleken gevoelig te zijn voor de droogte. In verschillende delen van Europa ontstonden natuurbranden.
Ook het spoor en wegennet in Nederland en België werd getroffen door de hitte. Op sommige plaatsen trad spoorspatting op door uitzetting van het staal. Asfalt van wegen smolt en enkele bruggen konden niet open.
Veel laaggelegen rivieren zoals de Rijn, Waal, IJssel en Lek kregen te maken met aanhoudende lage waterstanden, waardoor de scheepvaart gehinderd werd. Door de lage waterstanden trad er een instroom van zeewater op, met hogere zoutgehalten in het benedenrivierengebied tot gevolg.
In Nederland merkten diverse toeristische trekpleisters dat hun bezoekersaantallen in de zomermaanden tegenvielen. Dit werd geweten aan de hoge temperaturen. Zo gaf Attractiepark Toverland aan minstens een miljoen bezoekers te hebben verwacht. Uiteindelijk bleken het er 800.000. Musea trokken daarentegen meer bezoekers. Dit werd deels toegeschreven aan de hoge buitentemperaturen. Als gevolg van de droogte werden sporen van archeologische vondsten blootgelegd.

## Landen

### Nederland

#### Maart tot juni
In de aanloop naar de droogte was de maand maart 2018 vrijwel normaal met gemiddeld over Nederland 60 mm neerslag tegen 68 mm normaal. April was te nat met 74 mm tegen normaal 44. De verschillen waren groot, in het westen en noorden tot 100 mm, in het oosten rond 45. Mei kreeg landelijk 47 mm tegen 61 normaal. In het zuidwesten waren echter gebieden waar rond 100 mm viel. Juni was veel te droog met landelijk gemiddeld 29 mm tegen normaal 68. In het noordoosten viel plaatselijk rond of boven 70 mm, het zuidwesten was zeer droog met 5 tot 10 mm. April en mei waren beiden zeer warm. In april kwam het tot 3 zomerse dagen in de Bilt tegenover 0 normaal. Mei was de warmste gemeten mei sinds de metingen in 1706 begonnen. In mei werden 13 zomerse dagen en 1 tropische dag gemeten, waar er 3 en 0 normaal zijn. Juni was daarnaast ook zeer warm alhoewel er maar 1 zomerse dag meer als normaal werd gemeten (6 in totaal). Tropische dagen werden in juni niet gemeten, waar 1 tropische dag normaal is.

#### Juli
Juli was de droogste maand sinds het begin van de metingen. Landelijk viel rond de 10 mm, slechts enkele gebieden kwamen boven de 15 mm uit; Twente was het natst met ruim 50 mm. Het was ook de zonnigste maand ooit; wat betreft warmste julimaanden staat 2018 op de derde plaats. Op vrij veel dagen was het door noordenwinden slechts gematigd warm.
Op 4 juli werd 2018 door het KNMI opgenomen in de top 5% van droogste jaren sinds het begin van de metingen. Het neerslagtekort in Nederland bedroeg op dat moment 161 millimeter. Waterbedrijven adviseerden consumenten om niet te veel water te gebruiken, vanwege een dreigende waterschaarste en om te voorkomen dat de druk zou dalen.
Vanaf 16 juli was de afvoer van de Rijn minder dan 1200 m³/s. Dit was onder het criterium van de Landelijke Coördinatiecommissie Waterverdeling (LCW). Als gevolg daarvan werd de Klimaatbestendige Wateraanvoervoorziening ingeschakeld, waarmee West-Nederland van zoetwater voorzien kon worden om verzilting van de bodem tegen te gaan. Hoewel de reeks van zomerse dagen begon op 15 juli, was er pas sinds 25 juli officieel sprake van een hittegolf in Nederland, aangezien toen in een aaneengesloten reeks van ten minste vijf etmalen met elk een etmaalmaximumtemperatuur van ten minste 25 °C, voor de derde maal een etmaalmaximum van ten minste 30 °C bereikt werd in De Bilt. De hoogste temperatuur in Nederland deze zomer was 38,2 graden en werd gemeten op 26 juli in Arcen in Limburg.
Het warme weer veroorzaakte op een aantal plaatsen problemen voor het wegverkeer; in onder andere Amsterdam en Friesland werden bruggen tijdelijk niet bediend en in Groningen moest een weg worden afgesloten vanwege smeltend asfalt. Spoorspatting gaf op meerdere plaatsen problemen op het spoorwegnet.

#### Augustus

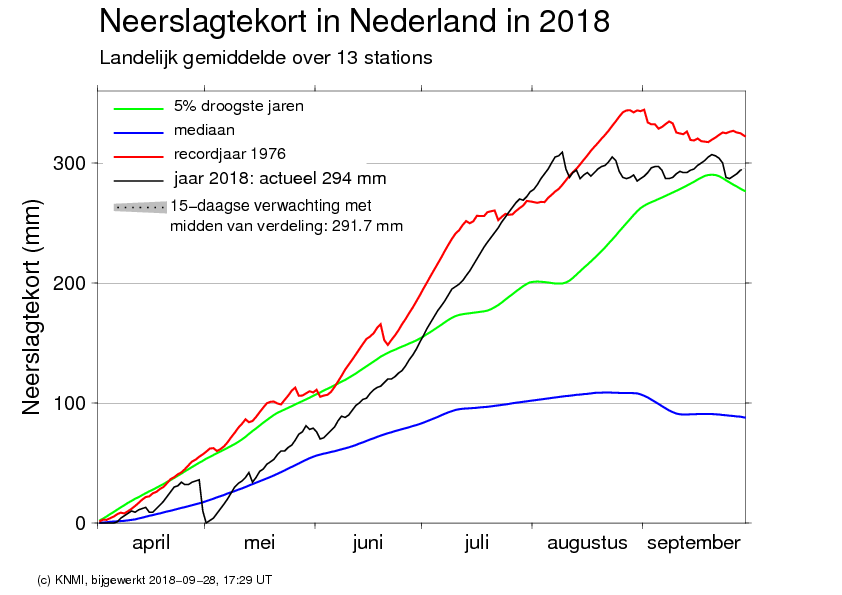
Het neerslagtekort in Nederland op 28 september 2018 (bron: KNMI)

In deze maand kwam rond de 8e een eind aan de warmte en droogte. Zomerse of tropische temperaturen deden zich hierna slechts incidenteel nog voor en er viel regelmatig regen. De neerslaghoeveelheid was gemiddeld over het land slechts weinig onder normaal. Langs de oostgrens waren er nog duidelijk te droge streken met 40-50 mm; in het noordwesten was het te nat met 100-140 mm regen. De havensluis van Deventer moest vanaf zes augustus dicht blijven vanwege de lage waterstand in de rivier de IJssel.

#### Herfst en winter
Waar september een normale maand was, was oktober 2018 warm en droog. Landelijk viel er 41 mm tegenover 83 mm normaal. In het zuidoosten werd her en daar amper 20 mm neerslag gemeten, in de kustprovincies plaatselijk 70 mm. In oktober werden tien warme dagen gemeten. Alleen in 1921 en 1969 werden er meer warme dagen gemeten. Normaal telt oktober 2 warme dagen. Op 13 oktober werd nog een zomerse dag gemeten.
Hoewel december nat uitviel, was de neerslag in de herfst en winter op veel plaatsen onvoldoende om het neerslagtekort aan te vullen. Uiteindelijk kwam het landelijk gemiddelde neerslagtekort (65 mm) uit op iets groter dan in het recordjaar 1976-77. Normaal is 200 mm neerslagoverschot.

### België
In België werd het temperatuurrecord van 38,8°C van 2015 geëvenaard op 27 juli.
In sommige gebieden viel amper 30 mm neerslag op 2,5 maand.

### Scandinavië
Ook in Scandinavië had men last van de droogte en, voor die regio, zeer hoge temperaturen. Vooral Zweden, waar het maandenlang niet meer had geregend, werd zwaar getroffen. De droogte veroorzaakte daar tientallen bosbranden verspreid over een groot deel van het land. Met name Gävleborg, Dalarna en Jämtland werden zwaar getroffen. Sommige branden zijn volgens de Zweedse burgerbescherming zo groot dat ze op korte termijn niet te blussen zijn. Omdat Zweden zelf niet over genoeg materiaal en mankracht beschikte, kwam er hulp uit meerdere Europese landen. Zo stuurde Polen 44 brandweerwagens en 150 brandweermannen naar het land en kwamen er blusvliegtuigen uit Noorwegen, Frankrijk en Italië.
Ook Noorwegen, dat in 2018 zijn warmste meimaand ooit kende, en in Finland, waar het zelfs in de buurt van het Laplandse Utsjoki 33 graden werd, hadden te maken met branden, alhoewel die een stuk kleiner waren dan in buurland Zweden. In Ylitornio, ten noorden van de poolcirkel, werden vier tropische dagen op rij gemeten van 17 tot 20 juli. Uiteindelijk werden er 6 tropische dagen gemeten. Van de 8e tot de 25e werden er elke dag temperaturen van 24 graden Celsius of hoger waargenomen.
Scandinavië kende een afwijking van 2 tot 4 graden boven het normaal van 1981-2010, sommige gebieden zelfs 4 tot 4,7 graden boven normaal. Ten opzichte van 1951-1980 was de afwijking in bijna heel Scandinavië 4 tot 5,5 graden boven normaal. De zomer kende een anomalie van 1 tot 2 graden boven het normaal van 1981-2020, het zuiden van Zweden en Denemarken 2 tot 4 graden boven normaal.

### Verenigd Koninkrijk
Het Verenigd Koninkrijk ging gebukt onder de langstdurende hittegolf sinds 1976. 2018 was de droogste zomer in het land ooit, met vijf centimeter gevallen regen tussen 1 juni en 16 juli. Op satellietbeelden was te zien dat grote delen van het land door de droogte bruin verkleurden. Er waren verschillende natuurbranden.
Door de droogte zijn in onder andere Wales en Ierland met behulp van luchtfoto's oude sporen van bebouwing ontdekt. Door verstoring van de ondergrond wordt water beter of juist minder goed vastgehouden ten opzichte van de omliggende grond waardoor ten tijde van droogte dit als kleurverschil kan worden waargenomen.